# Groupement de Recherche et d’Etudes en Gestion à HEC Paris
Groupement de Recherche et d’Etudes en Gestion à HEC Paris (GREGHEC) là một viện hợp tác nghiên cứu được thành lập bởi CNRS và HEC Paris nằm trong khuôn viên HEC ở Jouy-en-Josas.
GREGHEC là một trong những viện hợp tác nghiên cứu lớn nhất trong lĩnh vực kinh tế và quản lý ở Pháp.

## Chi tiết
Viện là một phần của Trung tâm Nghiên cứu Khoa học Quốc gia Pháp và HEC Paris nằm tại Jouy-en-Josas. Khoảng 60 sinh viên đang theo học tại các lớp hệ tiến sĩ. Viện bao gồm 120 khoa. Nghiên cứu của viện chủ yếu tập trung vào kinh tế và khoa học quản lý.
Trung tâm có một số chương trình dành cho sinh viên đại học và sau đại học cũng như dành cho giảng viên để giảng dạy các khái niệm về kinh tế. Một số sáng kiến mà trung tâm khởi xướng đã nâng cao nhận thức về kinh tế và quản lý tại Pháp.